# Rhyl FC
Rhyl F.C. (Clwb Pêl Droed Y Rhyl) is een voetbalploeg uit de League of Wales.
Rhyl werd in 1883 opgericht en was in 1890 medeorganisator van de Welsh League. De club trok zich echter een jaar later terug en hield enige tijd op te bestaan. In 1893 kwam de club weer terug als Rhyl Athletic en richtte ze de North Wales Coast League op, die in 1895 werd gewonnen. In 1989 werd er gefuseerd met Rhyl Town. De ambities waren hoog en de club schreef zich in voor de Anglo-Welsh Combination. Ondanks een financiële crisis werd het lidmaatschap volgehouden, tot de competitie na afloop van het seizoen 1910-11 werd opgeheven. Rhyl veranderde zijn naam in Rhyl United en voegde zich bij de North Wales Coast om, na de Eerste Wereldoorlog deel te nemen aan de North Wales Alliance. De club richtte in 1921 weer eigenhandig een nieuwe competitie op, de Welsh National League (North) en won die prijs in het seizoen 1925-26. In 1936 voegde de club zich bij de Cheshire League waarna de succesvolste periode in de geschiedenis aanbrak. De competitie werd gewonnen in de seizoenen 1947-1948 en 1950-1951 en de Welsh Cup werd daarna tweemaal op rij gewonnen. Eerst werd Merthyr Tydfil in 1952 met 4-3 verslagen en een jaar later Chester met 2-1. Rhyl was daarmee de eerste club in de geschiedenis die de beker twee keer op rij won, zonder tot de landelijke competitie te behoren. Eerder was de ploeg al verliezend finalist geweest tegen Cardiff City (in 1930) en Crewe Alexandria (1937). Pas in 1993 zou de club weer een finale spelen, die met 5-0 werd velroren van Cardiff City.
Na een periode zonder sportieve successen lukte het de ploeg in 1972 weer om de Cheshire League te winnen. Vlak daarna werd die prijs opgeheven, waardoor Rhyl gedwongen lid werd van de North West Countries League. Al snel werd een promotie naar de Northern Premier League afgedwongen. Toen in 1992 de League of Wales werd opgericht verhuisde Rhyl weer naar Wales om daar te beginnen in de Cymru Alliance. In 1994 won de ploeg de landstitel en promoveerde het. Toen brak een periode aan waarin de club het heel moeilijk had. Goed presteren lukte niet en vechten tegen degradatie was jarenlang de enige optie. Na het millennium keerde kansen voor de club echter wat in 2004 resulteerde in het kampioenschap, het winnen van de League Cup en de Welsh Cup. Bovendien mocht de ploeg deelnemen aan de voorrondes van de Champions League. Daar had Rhyl echter niets in te brengen tegen Skonto Riga uit Letland dat over twee wedstrijden met 7-1 wist te winnen. In het seizoen 2005-2006 kreeg de ploeg een herkansing in de UEFA Cup. De eerste kwalificatieronde werd gewonnen van FK Atlantas uit Litouwen, waarmee het de tweede club uit Wales ooit was die een ronde wist te overleven (eerder lukte Barry Town dat al). In de volgende ronde sneuvelde de ploeg echter tegen het Noorse Viking FK na twee nederlagen (0-1 in eigen huis en 2-1 in de uitwedstrijd).

## Prestaties
League of Wales : kampioen in 2004, 2009
Welsh Cup : winnaar in 1952, 1953, 2004
Welsh League Cup : winnaar in 2003, 2004
Cymru Alliance League : kampioen in 1993
NPL Presidents Cup : winnaar in 1985
Welsh Amateur Cup : winnaar in 1972
Cheshire League : kampioen in 1948, 1951, 1971
Wales Coast Challenge Cup : winnaar in 1928, 1930, 1934, 1935, 1939, 1948, 1949, 1950, 1951, 1952, 1954, 1955, 1970, 2004

## Rhyl in Europa
#Q = #kwalificatieronde, T/U = Thuis/Uit, W = Wedstrijd, PUC = punten UEFA coëfficiënten .
Uitslagen vanuit gezichtspunt Rhyl FC
| Seizoen | Competitie       | Ronde | Land               | Club                | Totaalscore | 1e W    | 2e W    | PUC |
| ------- | ---------------- | ----- | ------------------ | ------------------- | ----------- | ------- | ------- | --- |
| 2004/05 | Champions League | 1Q    | Vlag van Letland   | Skonto FC           | 1-7         | 0-4 (U) | 1-3 (T) | 0.0 |
| 2005/06 | UEFA Cup         | 1Q    | Vlag van Litouwen  | Atlantas Klaipėda   | 4-4 u       | 2-1 (T) | 2-3 (U) | 1.0 |
|         |                  | 2Q    | Vlag van Noorwegen | Viking FK           | 1-3         | 0-1 (T) | 1-2 (U) | 1.0 |
| 2006/07 | UEFA Cup         | 1Q    | Vlag van Litouwen  | Sūduva Marijampolė  | 1-2         | 0-0 (T) | 1-2 (U) | 0.5 |
| 2007/08 | UEFA Cup         | 1Q    | Vlag van Finland   | FC Haka Valkeakoski | 3-3 u       | 3-1 (T) | 0-2 (U) | 1.0 |
| 2008    | Intertoto Cup    | 1R    | Vlag van Ierland   | Bohemians Dublin FC | 3-9         | 1-5 (U) | 2-4 (T) | 0.0 |
| 2009/10 | Champions League | 2Q    | Vlag van Servië    | FK Partizan         | 0-12        | 0-4 (T) | 0-8 (U) | 0.0 |

Totaal aantal punten voor UEFA coëfficiënten: 2.5